# .kw
A .kw Kuvait internetes legfelső szintű tartomány kódja, melyet 1992-ben aktiváltak.

## Második szintű tartománykódok
- edu.kw - oktatási intézményeknek.
- com.kw - kereskedelmi szervezeteknek.
- net.kw - internetszolgáltatóknak.
- org.kw - nonprofit szervezeteknek.
- gov.kw - kormányzati intézményeknek.